# Lämpermahdspitze
La Lämpermahdspitze est une montagne culminant à 2 595 m d'altitude dans les Alpes de Stubai.

## Géographie
Dans la chaîne, la Lämpermahdspitze est indépendant des deux sommets les plus importants, le Serles et la Kesselspitze.

## Ascension
Les points de départ sont le plus souvent le refuge de Wildeben au nord et le Padasterjochhaus au sud. Dans le cadre d'une ascension pour une journée, on peut partir de Maria Waldrast au nord ou de Trins au sud. L'ascension par le sud est plus difficile. Il existe un chemin par une crête au sud-ouest ou une ascension par la paroi au sud.